# Substantiv propriu
Substantivul (sau numele) propriu denumește individual o ființă, un lucru real sau un concept pentru a le deosebi de alte ființe sau lucruri din aceeași categorie, dar poate desemna de asemenea ceva care există (real sau virtual) și este un unicat. Substantivele proprii se scriu cu inițială majusculă, Dumnezeu, Franța, Ion Luca Caragiale, Internet, Pământ (când este vorba despre planetă), Univers, s.a.m.d 